# روستيكو توريكامبو
روستيكو توريكامبو مواليد 1 أغسطس 1972 في دافاو، الفلبين، هو ملاكم محترف سابق صنّف ضمن فئة وزن الذبابة بدأ مسيرته الاحترافية سنة 1993.

## المسيرة الاحترافية
من نزالاته:
- انتصر على ماني باكياو بالضربة القاضية (09-02-1996).

## إحصائيات
خاض خلال مسيرته 29 نزالا، فاز في 15 وتعادل في 6 وخسر في 8. فاز بالضربة القاضية في 8 نزالات.

## روابط خارجية
- روستيكو توريكامبو على موقع بوكس ريك (الإنجليزية) (registration required)